# Бордуляки
Бордуляки́ — село в Україні, у Бродівській міській громаді Золочівського району, Львівської області. Колишній орган місцевого самоврядування — Станіславчицька сільська рада, якій підпорядковувалися села Бордуляки, Станіславчик, Збруї, Кути, Монастирок, Панькова. Населення становить 283 особи.

## Населення
За даними всеукраїнського перепису населення 2001 року у селі мешкало 373 особи, у 2005 році — 323 особи, у 2022 році — 283 особи.
Мова
Розподіл населення за рідною мовою за даними перепису 2001 року був наступним:
| українська | 337 | 100,00 |

## Географія
Розташоване в межах Малого Полісся, на березі річки Стир. Відстань до райцентру становить 68 км та найближчої залізничної станції Броди становить 26 км, що проходить автошляхами місцевого значення. 

## Історія
У 1918—1939 роках село належало до Бродського повіту Тернопільського воєводства Другої Речі Посполитої, у 1939—2020 роках — до Бродівського району.
1 липня 1925 року з Радехівського повіту вилучена сільська ґміна Бордуляки і включена до Бродівського повіту.
1 серпня 1934 року село було включено до ґміни Станіславчик у Бродівському повіті.
Нині в селі діють ФАП (керівник Решетняк С. Я.), бібліотека.
12 червня 2020 року, відповідно до розпорядження Кабінету Міністрів України № 718-р «Про визначення адміністративних центрів та затвердження територій територіальних громад Львівської області», село увійшло до складу Бродівської міської громади. 
19 липня 2020 року, в результаті адміністративно-територіальної реформи та ліквідації Бродівського району, село увійшло до складу новоствореного Золочівського району.

## Пам'ятки

#### Храм Святого Йосафата
Дерев'яний храм Святого Йосафата був збудований у 1908—1910 роках майстром В. Літовінським. Нині храмом користується громада УГКЦ. 
Церква розташована недалеко від центру села, на низькому підвищенні. П'ятизрубна, хрещата в плані, одноверха, поставлена на бетонний фундамент. Складається з прямокутних рівношироких нави, бабинця, вівтаря та укорочених бокових рамен. До бабинця з заходу прилягає невеликий присінок, а до вівтаря — дві прямокутні симетричні ризниці. Церкву оточує піддашшя, оперте на випусти вінців зрубів.
Стіни раніше були вертикально шальовані дошками і лиштвами, по ремонті їх оббили пластиком. Боковий вхід у північному рамені нави. Її вінчає на четверику світловий восьмерик, вкритий банею зі світловим ліхтарем і маківкою. Гребені дахів бокових рамен нави вінчають сліпі ліхтарі з маківками. Над входом у присінок був намальований образ святого Йосафата, а ліворуч дверей розташована пам'ятна таблиця: «2008 рік. 100-річчя УГК церкви святого Йосафата. 145-ліття з дня народження Тимотея Бордуляка, українського класика, священика».
Іконостас, виконаний з липового дерева у 1930-х роках майстром Голованчуком, котрий громада закупила зі старої церкви в селі Опліцько. На захід від церкви розташована дерев'яна, двоярусна, накрита наметовим дахом дзвіниця, стіни якої також оббили пластиком. На прицерковній території є маленька закрита дерев'яна капличка.

## Відомі люди
Село Бордуляки — батьківщина видатного українського галицького письменника о. Тимотея Бордуляка. Писав про важке становище українського селянства в Галичині.